# Andreas von Schoeler

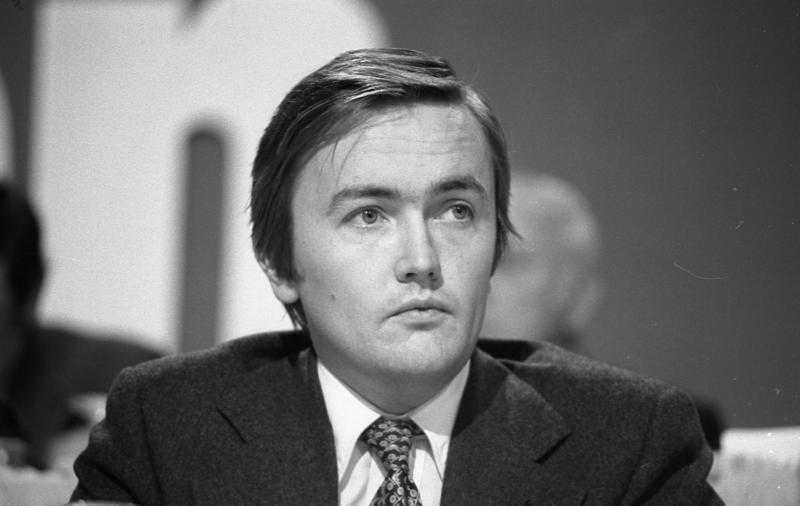
Andreas von Schoeler, 1975

Andreas von Schoeler (* 4. Juli 1948 in Bad Homburg vor der Höhe) ist ein deutscher Politiker (SPD, früher FDP) und Manager.
Er war von 1976 bis 1982 Parlamentarischer Staatssekretär beim Bundesminister des Innern und von 1991 bis 1995 Oberbürgermeister von Frankfurt am Main.

## Leben
Schoeler ist Jurist. Nach seinem Ausscheiden aus dem Amt des Oberbürgermeisters von Frankfurt am Main verließ er die Politik und ging in die freie Wirtschaft. Dort war er von 2000 bis 2006 Geschäftsführer der Consulting-Firma CSC Deutschland Solutions GmbH, vorher arbeitete er als Business Development Director Government bei Andersen Consulting. Vom September 2006 bis zum Jahr 2015 war er Mitglied im Aufsichtsrat der CSC Deutschland Solutions GmbH.
Andreas von Schoeler ist seit 1977 mit der Rundfunkjournalistin Ulrike Holler verheiratet. Sie haben zwei gemeinsame Söhne.

## Politik
Schoeler war seit seinem 18. Lebensjahr Mitglied der FDP, trat aber nach dem Bruch der sozial-liberalen Koalition 1982 mit anderen linksliberalen Parteimitgliedern aus der FDP aus und wechselte zur SPD.
Schoeler war von 1972 bis 1982 Mitglied des Deutschen Bundestages. Er war von 1972 bis 1976 Vertreter der FDP-Fraktion im Strafrechtssonderausschuss des Deutschen Bundestages und kämpfte bei der Reform des § 218 StGB (Abtreibung) für eine liberale Lösung. Am 16. Dezember 1976 wurde Schoeler als Parlamentarischer Staatssekretär beim Bundesminister des Innern (Werner Maihofer) in die von Bundeskanzler Helmut Schmidt geführte Bundesregierung berufen. Nach dem Bruch der sozial-liberalen Koalition  schied er am 17. September 1982 aus dem Amt. Er verließ am 23. November 1982 die FDP-Bundestagsfraktion und legte am 8. Dezember 1982 sein Mandat nieder. Er war bis dahin stets über die Landesliste Hessen der FDP in den Bundestag gewählt worden. Bei der Bundestagswahl 1983 scheiterte sein Versuch, über die Liste der SPD erneut in den Bundestag einzuziehen.
1984 wurde er im Kabinett Börner III hessischer Innenstaatssekretär unter Horst Winterstein. Nach der Niederlage in der vorgezogenen Landtagswahl in Hessen 1987 schied er aus dem Ministerium aus. Nach kurzer Zeit als Mitglied der Geschäftsleitung der Sony Deutschland GmbH mit der Verantwortung für Corporate Communications wurde von Schoeler 1989 Personal-, Rechts- und Wirtschaftsdezernent in Frankfurt am Main. Als es 1991 zunehmende Konflikte zwischen der Frankfurter SPD und dem Oberbürgermeister Volker Hauff gab, trat Schoeler am 8. Mai dessen Nachfolge an. Er war der bis dato jüngste demokratisch gewählte Oberbürgermeister in der Geschichte Frankfurts.
Auch als Oberbürgermeister behielt er das Wirtschaftsdezernat bei und führte die Bewerbungskampagne Frankfurts als Standort für die zukünftige Europäische Zentralbank. Als Aufsichtsratsvorsitzender trieb er die Internationalisierung der Messe Frankfurt voran. In seiner Amtszeit wurden durch eine Fortschreibung des Hochhausrahmenplans neue Hochhausstandorte ausgewiesen, die Gründung des Rhein-Main-Verkehrsverbundes vorbereitet und die neue Drogenpolitik initiiert, die einerseits auf Hilfe für die Abhängigen, andererseits auf polizeiliche Maßnahmen zur Auflösung der offenen Drogenszene setzte. Anfang der 1990er Jahre veranlasste er, dass Frankfurt als erste deutsche Großstadt einem privaten Netzbetreiber, der Firma Colt, die Errichtung eines privaten Glasfasernetzes im Stadtgebiet genehmigte.
Im Jahr 1993 kam es zu einer Krise in der rot-grünen Koalition, da vier Abgeordnete des Stadtparlaments dem Kandidaten für das Amt des Verkehrsdezernenten Lutz Sikorski (Grüne) ihre Unterstützung verweigerten. Schoeler sprach damals von „vier Schweinen“ in der Koalition. 1995 zerbrach das rot-grüne Bündnis, weil abermals vier Stadtverordnete der rot-grünen Koalition die Gesundheitsdezernentin Margarethe Nimsch (Grüne) nicht mitwählten. Schoeler ließ sich daraufhin als Oberbürgermeister abwählen, um den Weg für Neuwahlen frei zu machen, und verlor in der dann anstehenden ersten Oberbürgermeister-Direktwahl in Frankfurt am Main mit 45,9 % zu 51,9 % der Stimmen gegen Petra Roth, welche das Amt anschließend 17 Jahre innehatte. Nach seinem Ausscheiden aus dem Amt des Oberbürgermeisters äußerte sich von Schoeler generell nicht mehr zu kommunalpolitischen Fragen. Erst nach der Abwahl von Oberbürgermeister Feldmann im November 2022 engagierte er sich wieder im Oberbürgermeisterwahlkampf und unterstützte den SPD-Kandidaten Mike Josef aktiv in öffentlichen Stellungnahmen, Veranstaltungen und in einer Plakataktion der Wählerinitiative für Mike Josef. 
Seit 2009 engagierte sich Schoeler in der Gesellschaft der Freunde und Förderer des Jüdischen Museums Frankfurt, bis Juni 2021 als Vorsitzender des Vorstandes. Unter seiner Führung wurde dieser Förderverein aktiviert. Schoeler engagierte sich für die Erweiterung des Museums und die Erneuerung von dessen Dauerausstellung. Er rief Bürger und Unternehmen, Spenden zu tätigen. Bis Anfang 2020 wurden von Bürgerinnen und Bürgern, Unternehmen und privaten Stiftungen insgesamt 6 Mio. Euro für das Museum gespendet. Auf Schoelers Initiative verleiht die Gesellschaft der Freunde und Förderer des Jüdischen Museums alle zwei Jahre den Ludwig Landmann-Preis für Mut und Haltung. Erster Preisträger wurde im Jahre 2020 der Holocaust-Forscher Saul Friedländer. Wegen Corona erfolgte die Preisverleihung erst im Juni 2021. Anfang Juli 2021 gab Schoeler den Vorsitz des Fördervereins ab. Als sein Nachfolger wurde der ehemalige FAZ-Herausgeber Werner D’Inka gewählt. Seit diesem Zeitpunkt arbeitet Schoeler als Mitglied des Vorstandes der Gesellschaft weiter mit. Der Hessische Ministerpräsident Volker Bouffier hob in der Feierstunde am 3. Juli 2021 hervor, dass „die Fertigstellung und die Eröffnung des erweiterten Neubaus immer mit seinem Namen und Engagement verbunden bleiben“ werde, denn sie gingen maßgeblich auf seinen „unermüdlichen Einsatz“ zurück.

## Ehrungen und Auszeichnungen
- 1995: Ehrensiegel in Silber der Jüdischen Gemeinde Frankfurt am Main für „sein aktives Eintreten und Wirken für Versöhnung und Verständigung zwischen Juden und Christen, zwischen Deutschen und Israelis sowie für sein Engagement für die jüdische Gemeinschaft in Frankfurt am Main“
- 2020: Wilhelm-Leuschner-Medaille des Landes Hessen (wegen der Corona-Pandemie verliehen am 3. Juli 2021) für sein „Engagement, dass jüdisches Leben in Frankfurt sichtbar ist und Geschehenes lebendig bleibt“.
- 2022: Ignatz-Bubis-Preis der Stadt Frankfurt am Main.